# Polyptyque de 1472
Le  Polyptyque de 1472 est un polyptyque peint à la détrempe et à l'huile sur panneaux réalisé par  Carlo Crivelli. Daté de 1472 sur le panneau central, il est aussi connu sous le nom de Retable de Fesch ou Retable d'Eckinson, ses éléments sont aujourd'hui dispersés entre plusieurs galeries aux États-Unis et en Europe. 

## Histoire
L'œuvre est probablement originaire de Fermo ou sa région, dans les Marches, où l'artiste a été actif pendant plusieurs années. En 1834, Amico Ricci a signalé une Madone et Saints de Crivelli présente en l'église San Domenico à Fermo. L'œuvre avait été vendue quelques années auparavant. Le polyptyque est stylistiquement proche du retable de Massa Fermana de l'artiste. Il possédait cinq panneaux sur le registre central, surmontés d'une Pietà qui aurait pu être flanquée de quatre saints demi-hauteur non identifiés et perdus.

## Liste des panneaux
Une première reconstitution de l'œuvre a été réalisée en 1933 par Venturi, améliorée en 1958 par Bernard Berenson et en 1961 par Federico Zeri :

### Registre supérieur des pinacles
- Deux saints demi-hauteur (perdus)
- Christ mort soutenu par deux anges, 68 × 45 cm, Philadelphia Museum of Art
- Deux saints demi-hauteur (perdus)

### Registre central
- Saint Jacques majeur, 95 × 39 cm, Brooklyn Museum, New York
- Saint Nicolas de Bari, 96 × 32,5 cm, Musée d'art de Cleveland
- Madone Linsky ,  94 × 42 cm, Metropolitan Museum, New York
- Saint Dominique,  94 × 27 cm, Metropolitan Museum, New York
- Saint Georges,  95 × 33 cm, Metropolitan Museum, New York

### Prédelle
- Saint Pierre,  29,3 × 21,5 cm, Galerie d'art de l'Université de Yale, New Haven
- Saint Barthélemy,  28 × 15,5 cm, Pinacoteca del Castello Sforzesco, Milan
- Christ bénissant,  28,8 × 26,2 cm, Musée d'art d'El Paso
- Saint Jean l'Évangéliste,  28 × 15,5 cm, Pinacoteca del Castello Sforzesco, Milan
- Saint Philippe,  28 × 15,5 cm, collection E. Proehl, Amsterdam

## Reconstitution possible
|  |  |  |  |  |  |
|  |  |  |  |  |  |
|  |  |  |  |  |  |